# Veneti (Celti)

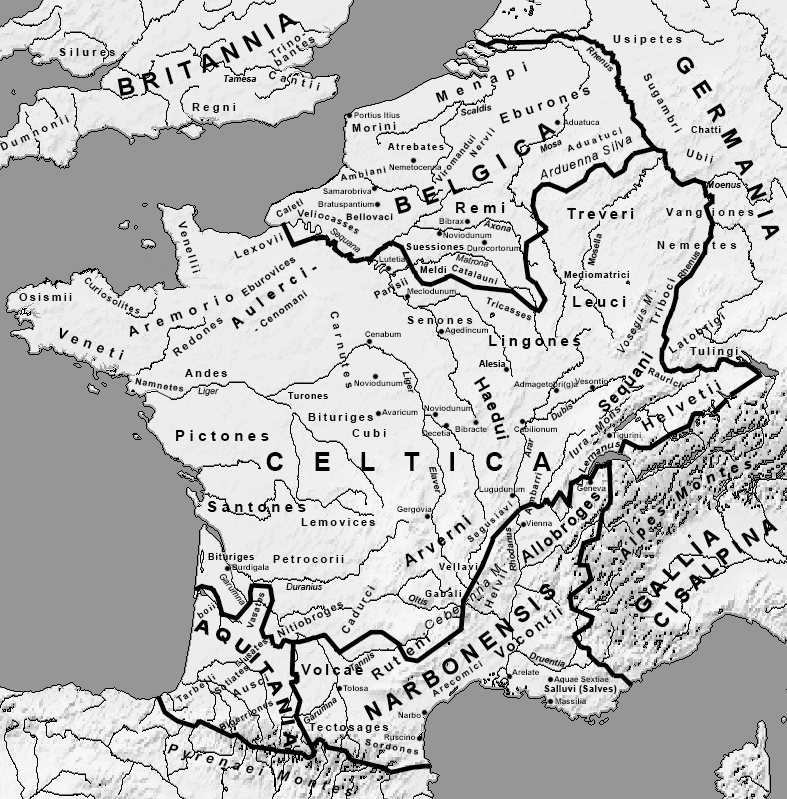
La Gallia al tempo della conquista di Gaio Giulio Cesare.

## Storia
La popolazione celtica dei Veneti abitava la zona del Morbihan, in Bretagna (all'epoca parte della Gallia).
La loro città più famosa (probabilmente la loro capitale) era Darioritum (oggi nota come Vannes), menzionata nella Geografia di Tolomeo.
(Giulio Cesare: de bello Gallico, III, 8)
I Veneti furono una grande ed influente potenza marittima e commerciale. Avevano una forte organizzazione ed erano probabilmente dotati di un Senato. Avevano un'importante flotta per commerciare con le Isole britanniche e l'Italia, da cui diffusero il vino e l'olio, (che i Romani avevano impiantato in Armorica da Bordeaux) nell'Armorica stessa e nella Britannia partendo da Vannes e dall'attuale regione del Malouine, in particolare a Hengistbury Head (non lontano da Bournemouth nel Dorset attuale) e contemporaneamente vendendo tra l'altro prodotti salati, salumeria che erano ben conosciuti ed apprezzati a Roma, nonché stagno, piombo e rame provenienti dalla grande isola.
Più a sud dell'Armorica c'erano i Namneti, stanziati nella foce della Loira e che diedero il loro nome alla città di Nantes. I Namneti erano chiamati Sanniti da Strabone e da Tolomeo (Giulio Cesare, de bello Gallico, II, c-8). I Namneti furono per molto tempo semplicemente una tribù dei Veneti.
(Cesare, de B. G., VIII e III, 11)
Nel 56 a.C. le navi di Cesare fornite dagli altri popoli gallici distrussero la flotta veneta nella battaglia del Morbihan. Il parlamento fu passato per le armi e le donne ed i bambini venduti come schiavi.